# Fort de Walem
Le fort de Walem est un fort belge située à Walem, sur le territoire de la ville de Malines, dans la province d'Anvers. Il fait partie de la ligne de défense d'Anvers et fut le théâtre de batailles entre l'armée belge et la Deutsches Heer lors de l'invasion de la Belgique au début de la première Guerre mondiale.
Il est aujourd'hui la propriété de Natuurpunt, une une association de protection de la nature en Flandre.

## Histoire

### L'après-guerre
Entre 1960 et 1992, le fort a été utilisé comme État-Major de la protection civile belge. Il a ensuite servi brièvement de centre d'accueil d'urgence pour les demandeurs d'asile, avant de devenir inoccupé. En 2006, la ville de Malines a pris la décision d'acheter le fort au gouvernement fédéral belge, avec l'intention de le revendre à Natuurpunt, une une association de protection de la nature en Flandre. L'île avec le fort appartiennent désormais à l'association depuis 2009 et est utilisé, entre autres, comme refuge pour les chauves-souris. 

## Accessibilité
Le fort n'est pas accessible librement en raison de son état de délabrement mais Natuurpunt organise chaque saison une promenade guidée autour du fort.